# Prémio Abel
Prémio (português europeu) ou Prêmio (português brasileiro) Abel (em norueguês:  Abelprisen) é um prémio de matemática atribuído anualmente pelo Rei da Noruega. Foi instituído em 2002, por ocasião do bicentenário do matemático norueguês Niels Henrik Abel. Tem um valor monetário equivalente a sete milhões e meio de coroas norueguesas, aumentado de 6 milhões em 2019, o que é cerca de 800 000€ ou R$ 4 150 000,00 (cotação de março de 2022).

## História
O prêmio foi proposto pela primeira vez para fazer parte da celebração do 100º aniversário do nascimento de Abel, em 1902. Pouco antes de sua morte em 1899, o matemático Sophus Lie propôs a criação de um Prêmio Abel quando soube que os planos de Alfred Nobel de prêmios anuais não incluiria um prêmio em matemática. O rei Oscar II da Suécia estava disposto a financiar um prêmio de matemática em 1902, e os matemáticos Peter Ludwig Mejdell Sylow e Carl Størmer elaboraram estatutos e regras para o prêmio proposto. Contudo, a influência de Lie diminuiu após sua morte, e a dissolução do Reino da Suécia e Noruega em 1905 acabou por encerrar a primeira tentativa de criar o Prêmio Abel.
Depois que o interesse no conceito do prêmio ressurgiu em 2001, um grupo de trabalho foi formado para desenvolver uma proposta, que foi apresentada ao primeiro-ministro da Noruega em maio. Em agosto de 2001 o governo norueguês anunciou que o prêmio seria atribuído a partir de 2002, ano do bicentenário do nascimento de Abel. Atle Selberg recebeu um prêmio honorário Abel em 2002, mas o primeiro Prêmio Abel real só foi concedido em 2003.

## Laureados
De acordo com a International Mathematical Union (IMU), os laureados foram:
| Ano  | N.º | Imagem                     | Laureado                 | Instituto                                                            | Motivo | Fonte  |
| ---- | --- | -------------------------- | ------------------------ | -------------------------------------------------------------------- | --- | ------ |
| 2003 | 1   |                            | Jean-Pierre Serre        | Collège de France                                                    | Por seu papel fundamental na representação actual de diversos ramos da matemática; entre outros, topologia, geometria algébrica e teoria dos números.                                                      |        |
| 2004 | 2   |                            | Michael Atiyah           | Universidade de Edimburgo                                            | Pelo desenvolvimento e prova do Teorema do índice de Atiyah-Singer, que conectou topologia, geometria e análise matemática, derrubando barreiras entre matemática e física teórica.                        |        |
| 2004 | 3   |                            | Isadore Singer           | Instituto de Tecnologia de Massachusetts                             | Pelo desenvolvimento e prova do Teorema do índice de Atiyah-Singer, que conectou topologia, geometria e análise matemática, derrubando barreiras entre matemática e física teórica.                        |        |
| 2005 | 4   |                            | Peter Lax                | Universidade de Nova Iorque                                          | Por suas contribuições sobre aplicações de equações diferencias parciais e sua solução numérica. |        |
| 2006 | 5   |                            | Lennart Carleson         | Real Instituto de Tecnologia                                         | Por sua contribuição sobre análise harmónica e a teoria de sistemas dinâmicos contínuos. |        |
| 2007 | 6   |                            | S. R. Srinivasa Varadhan | Universidade de Nova Iorque                                          | Por sua contribuição à teoria das probabilidades, em especial pela elaboração de uma teoria unificada para grandes desvios.                                                                                |        |
| 2008 | 7   |                            | John Griggs Thompson     | Universidade da Flórida                                              | Por suas contribuições fundamentais à álgebra, especialmente no desenvolvimento da teoria de grupos. |        |
| 2008 | 8   |                            | Jacques Tits             | Collège de France                                                    | Por suas contribuições fundamentais à álgebra, especialmente no desenvolvimento da teoria de grupos. |        |
| 2009 | 9   |                            | Mikhael Gromov           | Institut des Hautes Études Scientifiques                             | Por suas contribuições revolucionárias à geometria. |        |
| 2010 | 10  |                            | John Tate                | Universidade do Texas                                                | Por suas contribuições na teoria dos números. | [ 5 ]  |
| 2011 | 11  |                            | John Milnor              | Universidade Stony Brook                                             | Por descobertas pioneiras em topologia, geometria e álgebra. | [ 6 ]  |
| 2012 | 12  |                            | Endre Szemerédi          | Instituto de Matemática Alfréd Rényi e Universidade Rutgers          | Pela sua contribuição fundamental na matemática discreta e na ciência da computação teórica, e em reconhecimento pelo seu profundo e duradouro impacto na teoria aditiva dos números e na teoria ergódica. | [ 7 ]  |
| 2013 | 13  |                            | Pierre Deligne           | Instituto de Estudos Avançados de Princeton                          | Pelos seus contributos pioneiros para a geometria algébrica e pelo impacto transformador desses contributos na teoria dos números, na teoria da representação e áreas relacionadas.                        | [ 8 ]  |
| 2014 | 14  |                            | Yakov Sinai              | Universidade de Princeton e Instituto Landau de Física Teórica       | Pelas suas contribuições fundamentais em sistemas dinâmicos, teoria ergódica e física matemática. | [ 9 ]  |
| 2015 | 15  |                            | John Forbes Nash         | Universidade de Princeton e Instituto de Tecnologia de Massachusetts | Pelas contribuições marcantes e seminais na teoria das equações diferenciais parciais não-lineares e suas aplicações em análise geométrica.                                                                | [ 10 ] |
| 2015 | 16  |                            | Louis Nirenberg          | Instituto Courant de Ciências Matemáticas                            | Pelas contribuições marcantes e seminais na teoria das equações diferenciais parciais não-lineares e suas aplicações em análise geométrica.                                                                | [ 10 ] |
| 2016 | 17  |                            | Andrew Wiles             | Universidade de Oxford                                               | Pela sua impressionante demonstração do Último Teorema de Fermat com recurso à conjetura da modularidade para curvas elípticas semiestáveis, dando início a uma nova era na teoria dos números.            | [ 11 ] |
| 2017 | 18  |                            | Yves Meyer               | École normale supérieure de Cachan                                   | Pelo seu protagonismo no desenvolvimento da teoria matemática das wavelets. | [ 12 ] |
| 2018 | 19  |                            | Robert Langlands         | Instituto de Estudos Avançados de Princeton                          | Por seu programa visionário conectando a teoria da representação à teoria dos números. | [ 13 ] |
| 2019 | 20  |                            | Karen Uhlenbeck          | Universidade do Texas em Austin                                      | |        |
| 2020 | 21  | Hillel (Harry) Furstenberg | Hillel Fürstenberg       | Universidade Hebraica de Jerusalém                                   | "Por pioneirismo no uso de métodos da probabilidade e dinâmica em teoria dos grupos, teoria dos números e combinatória."                                                                                   | [ 14 ] |
| 2020 | 22  | Grigory Margulis           | Grigory Margulis         | Universidade Yale                                                    | "Por pioneirismo no uso de métodos da probabilidade e dinâmica em teoria dos grupos, teoria dos números e combinatória."                                                                                   | [ 14 ] |
| 2021 | 23  | László Lovász              | László Lovász (* 1948)   | Universidade Eötvös Loránd                                           | "por suas contribuições fundamentais para a ciência da computação teórica e matemática discreta e por seu papel de liderança em seu desenvolvimento em áreas centrais da matemática moderna."              | [ 15 ] |
| 2021 | 24  | Avi Wigderson              | Avi Wigderson (* 1956)   | Instituto de Estudos Avançados de Princeton                          | "por suas contribuições fundamentais para a ciência da computação teórica e matemática discreta e por seu papel de liderança em seu desenvolvimento em áreas centrais da matemática moderna."              | [ 15 ] |
| 2022 | 25  | Dennis Sullivan            | Dennis Sullivan          | Universidade Stony Brook e Graduate Center, CUNY                     | "Por suas contribuições inovadoras para a topologia em seu sentido mais amplo e, em particular, seus aspectos algébricos, geométricos e dinâmicos."                                                        | [ 16 ] |
| 2023 | 26  | Luis Caffarelli            | Luis Caffarelli          | Universidade do Texas em Austin                                      | "Por suas contribuições seminais à teoria da regularidade para equações diferenciais parciais não lineares, incluindo problemas de fronteira livre e a equação de Monge-Ampère"                            | [ 17 ] |
| 2024 | 27  | Luis Caffarelli            | Michel Talagrand         | Centre national de la recherche scientifique                         | "Pelas suas contribuições inovadoras para a teoria das probabilidades e a análise funcional, com aplicações notáveis na física matemática e na estatística"                                                | [ 18 ] |
| 2025 | 28  | Luis Caffarelli            | Masaki Kashiwara         | Research Institute for Mathematical Sciences                         | "Por suas contribuições seminais à teoria da regularidade para equações diferenciais parciais não lineares, incluindo problemas de fronteira livre e a equação de Monge-Ampère"                            | [ 19 ] |